# Атанас Калчев
Атанас Калчев е български революционер, войвода на Вътрешната македонска революционна организация.

## Биография
Атанас Калчев е роден около 1883 година в Кавадарци, тогава в Османската империя, днес в Северна Македония. След убийство на сръбски пандурин става нелегален и влиза в четата на Михаил Шкартов. От лятото на 1925 година е войвода в Тиквеш заедно със Стоян Антов.
След освобождението на Кочанско в 1941 година Калчев подпомага новоустановеното българско управление. При появата на комунистическите партизани Калчев оглавява Кавадарската контрачета. Убит е от комунистическите власти през 1944 година. На 29 април 1945 година десет негови четници са осъдени, но на 25 юни 1945 Висшият военен съд при Генералния щаб на ЮНА намалява присъдите им от 10 до 20 години затвор.
Лидерът на ВМРО Иван Михайлов пише за Калчев и Стоян Антов:
| „ | Калчев бе смел човек, но малко грубичък и необразован. Стоян Антов бе също смел, но доста буден човек, макар и неговото образование да не бе голямо. | “ |

## Галерия
- Атанас Калчев в късните му години
- Атанас Калчев вляво, Тодор Александров по средата и други
- Атанас Калчев като войвода
- Атанас Калчев като цивилен с приятели
- Атанас Калчев като цивилен с роднини
- Атанас Калчев като цивилен
- Атанас Калчев през късните му години с роднини
- Атанас Калчев с група хора
- Портрет на Атанас Калчев като войвода